# 台灣自來水公司

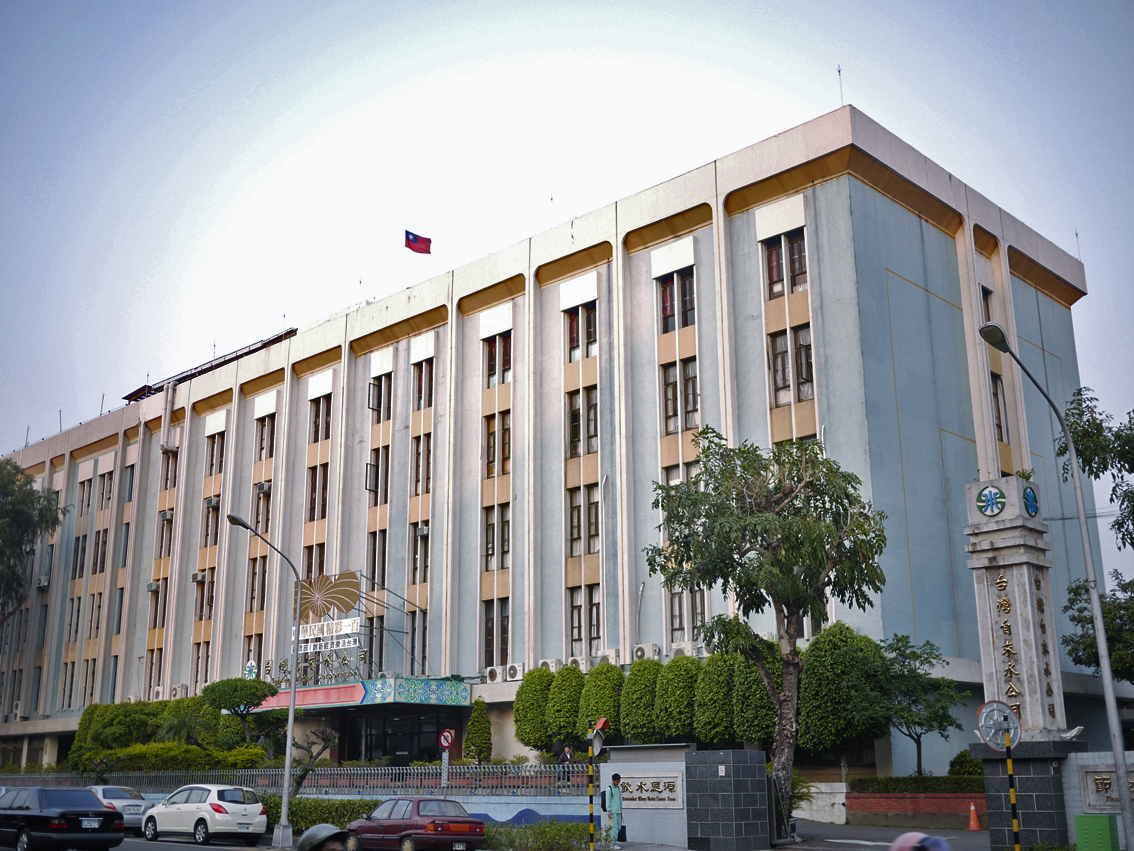
位於台中的台水總管理處

台灣自來水公司，簡稱台水，是臺灣主要的自來水供應機構，為中華民國經濟部管理的國營事業。除了臺北市、新北市部分區域與金馬地區分別由臺北自來水事業處及當地自來水廠負責之外，臺灣本島與澎湖的自來水供應均由台水負責。

## 歷史
- 1954年，臺灣省政府仿傚英國等國家實施區域給水制度，以統一規劃、統籌臺灣的水資源與自來水。
- 1972年12月16日，時任中華民國行政院院長蔣經國於行政院會議中指示，為有效發展臺灣省各地之公共給水，應成立全省性之自來水公司。
- 1973年4月1日，臺灣省政府成立「臺灣省自來水股份有限公司籌備處」。
- 1974年元旦，臺灣省自來水股份有限公司正式成立，並將當時臺灣省轄區（已不含升格院轄市的臺北市）共128座自來水廠分三期併入。
- 1976年3月1日，臺灣省各地自來水廠全部整併完成。
- 1979年7月1日，高雄市升格為院轄市，臺灣省自來水公司的服務範圍已經不侷限於臺灣省，但由於當時為臺灣省省屬事業，因此仍維持原名。
- 1999年，臺灣省政府功能業務與組織調整實施，臺灣省自來水公司改隸經濟部，成為準國營事業。
- 2007年5月，在行政院支持下，臺灣省自來水公司董事會通過決議更名為「台灣自來水股份有限公司」，並正式納入經濟部國營事業之編組中。[2]

## 歷任首長
| 任別   | 姓名   | 就任時間       | 卸任時間       |
| 董事長 | 董事長 | 董事長         | 董事長         |
| ------ | ------ | -------------- | -------------- |
| 1      | 林洋港 | 1974年1月1日   | 1976年7月19日  |
| 2      | 林清輝 | 1976年7月19日  | 1979年5月24日  |
| 3      | 楊金欉 | 1979年5月24日  | 1981年9月8日   |
| 4      | 鄭水枝 | 1981年9月8日   | 1982年1月20日  |
| 5      | 林恆生 | 1982年1月20日  | 1995年4月1日   |
| 6      | 徐鴻志 | 1995年4月1日   | 1996年7月16日  |
| 代理   | 林茂文 | 1996年7月16日  | 1998年4月10日  |
| 7      | 林學正 | 1998年4月10日  | 2000年11月15日 |
| 8      | 陳志奕 | 2000年11月15日 | 2004年9月14日  |
| 9      | 李文良 | 2004年9月14日  | 2005年5月30日  |
| 10     | 徐享崑 | 2005年9月27日  | 2007年9月7日   |
| 代理   | 陳福田 | 2007年9月7日   | 2007年12月31日 |
| 11     | 廖宗盛 | 2007年12月31日 | 2009年8月1日   |
| 代理   | 陳福田 | 2009年8月1日   | 2010年3月      |
| 12     | 黃敏恭 | 2010年3月      | 2011年4月      |
| 13     | 阮剛猛 | 2011年4月      | 2016年7月20日  |
| 14     | 郭俊銘 | 2016年7月20日  | 2019年1月23日  |
| 15     | 魏明谷 | 2019年3月26日  | 2020年3月31日  |
| 16     | 胡南澤 | 2020年3月31日  | 2023年8月1日   |
| 17     | 李嘉榮 | 2023年8月1日   | 現任           |
| 總經理 |        |                |                |
| 1      | 陳廉泉 | 1974年1月1日   | 1986年7月16日  |
| 2      | 陳金鐘 | 1986年7月16日  | 1989年11月15日 |
| 3      | 李錦地 | 1989年11月15日 | 1992年10月15日 |
| 4      | 林茂文 | 1992年10月15日 | 1998年9月25日  |
| 5      | 盧清雄 | 1998年9月30日  | 2000年11月15日 |
| 6      | 陳榮藏 | 2000年11月15日 | 2004年7月30日  |
| 7      | 張豐   | 2004年7月30日  | 2004年9月14日  |
| 8      | 謝啟男 | 2004年9月14日  | 2005年5月30日  |
| 9      | 黃慶四 | 2005年5月30日  | 2007年6月28日  |
| 10     | 陳福田 | 2007年6月28日  | 2013年6月21日  |
| 11     | 胡南澤 | 2013年6月21日  | 2021年7月30日  |
| 12     | 李嘉榮 | 2021年7月30日  | 2023年8月1日   |
| 13     | 李丁來 | 2023年8月1日   | 現任           |

## 組織
| - 企劃處 - 工務處 - 供水處 - 營業處 - 財務處 - 材料處 - 水質處 - 工安環保處 - 資訊處 - 行政處 - 人力資源處 - 會計處 - 政風處 - 發包中心 - 漏水防治處 | - 臺北辦事處 - 區管理處（共13區） - 區工程處（共3區） - 區水修理場（共2區） |

#### 區管理處
| 分區(管理處)          | 轄區 | 營運（服務）所                                                                         | 淨水廠                                           | 給水廠 |
| --------------------- | --- | -------------------------------------------------------------------------------------- | ------------------------------------------------ | ------ |
| 第一區 (基隆市暖暖區) | 基隆市、新北市（淡水區、三芝區、金山區、石門區、萬里區、汐止區的43里、貢寮區、瑞芳區、雙溪區、平溪區、深坑區、坪林區、石碇區、烏來區），含新山水庫、西勢水庫 | 基隆、淡水、瑞芳、汐止、萬里金山、文山、貢寮雙溪、                                     | 新山、六堵、暖暖、中幅、二坪、安樂、貢寮         |        |
| 第二區 (桃園市平鎭區) | 桃園市及新北市林口區，含石門水庫 | 八德、桃園、中壢、楊梅、龜山、林口、大溪、大園                                         | 大湳、龍潭、平鎮                                 |        |
| 第三區 (新竹市東區)   | 新竹市、新竹縣、苗栗縣（不含卓蘭鎮），含寶山水庫、永和山水庫                                                                                                 | 新竹、竹北、竹東、湖口、竹南頭份、苗栗、通霄銅鑼                                       | 新竹第一、新竹第二、湳雅、員崠、寶山、南坑、東興 |        |
| 第四區 (臺中市北區)   | 臺中市、南投縣、苗栗縣卓蘭鎮 | 臺中、大里、豐原、東勢、大甲、清水、沙鹿、大雅、烏日、埔里、水里、竹山、南投、草屯、霧峰 | 豐原、臺中、鯉魚潭                               |        |
| 第五區 (嘉義市東區)   | 嘉義市、嘉義縣、雲林縣，含蘭潭水庫、仁義潭水庫 | 嘉義、朴子、義竹、民雄、新港、竹崎、斗六、斗南、西螺、虎尾、台西、北港、古坑           | 雲林、嘉義                                       |        |
| 第六區                | 臺南市，含曾文水庫、烏山頭水庫、白河水庫、鏡面水庫、南化水庫                                                                                                 | 臺南、新營、永康、新市、佳里、歸仁、麻豆、白河、玉井                                   | 臺南、南化、烏山頭                               |        |
| 第七區                | 高雄市、澎湖縣，含澄清湖水庫、西安水庫、興仁水庫、東衛水庫、成功水庫、赤崁地下水庫、澎湖海水淡化廠                                                           | 高雄、楠梓、鳳山、岡山、路竹、旗山、美濃、澎湖                                         | 高雄、鳳山、澄清湖、坪頂、拷潭、大崗山           |        |
| 第八區                | 宜蘭縣 | 宜蘭北、宜蘭南                                                                         | 深溝、廣興                                       |        |
| 第九區                | 花蓮縣 | 花蓮、吉安壽豐、鳳林、玉里                                                             | 花蓮                                             |        |
| 第十區                | 臺東縣 | 臺東、成功、池上、太麻里                                                               |                                                  |        |
| 第十一區              | 彰化縣 | 彰化、花壇、鹿港、員林、溪湖、北斗、二林、二水                                         | 彰化                                             |        |
| 第十二區              | 新北市（板橋區、新莊區、泰山區、五股區、蘆洲區、八里區、三峽區、鶯歌區、土城區、樹林區，及三重區、中和區部份地區），含鳶山堰水庫                             | 板橋、新莊、蘆洲、土城、樹林、鶯歌、泰山                                               | 板新                                             |        |
| 屏東區                | 屏東縣 | 屏東、東港、高樹、潮州、恆春                                                           | 牡丹                                             |        |

## 所屬文化資產
- 暖暖淨水場、幫浦間及八角井樓（基隆市歷史建築、文化景觀）[7][8]
- 積穗清水池（新北市直轄市定古蹟海山神社殘蹟之一部）
- 瑞穗清水池（新北市直轄市定古蹟）
- 滬尾水道（淡水雙圳頭水道，新北市直轄市定古蹟）
- 新莊水道記碑（新北市直轄市定古蹟）
- 尖山配水池（桃園市歷史建築）
- 新竹水道（取水口與水源地分列新竹市市定古蹟）
- 水源地上水塔、水源地第二集水井（臺中市歷史建築）
- 彰化不老泉（彰化縣歷史建築）
- 虎尾自來水廠（雲林縣縣定古蹟）
- 北港自來水廠（雲林縣縣定古蹟）
- 北港自來水廠歷史建築群（雲林縣歷史建築）
- 水源地水錶室（嘉義市歷史建築）
- 水源地沉澱井暨濾過井（嘉義市歷史建築）
- 朴子水道配水塔、原朴子上水道頭設施群（嘉義縣歷史建築、文化景觀）
- 竹寮取水站（高雄市直轄市定古蹟）
- 打狗水道淨水池（高雄市直轄市定古蹟）
- 岡山水塔（高雄市歷史建築）
- 林邊水源地高壓水塔（屏東縣歷史遺跡）
- 馬公水道貯水隧道（澎湖縣歷史建築）
- 馬公市第三水源地一千噸配水塔（澎湖縣歷史建築）
- 成功水庫（澎湖縣歷史建築）
- 深溝水源地（宜蘭縣文化景觀）

## 相片集

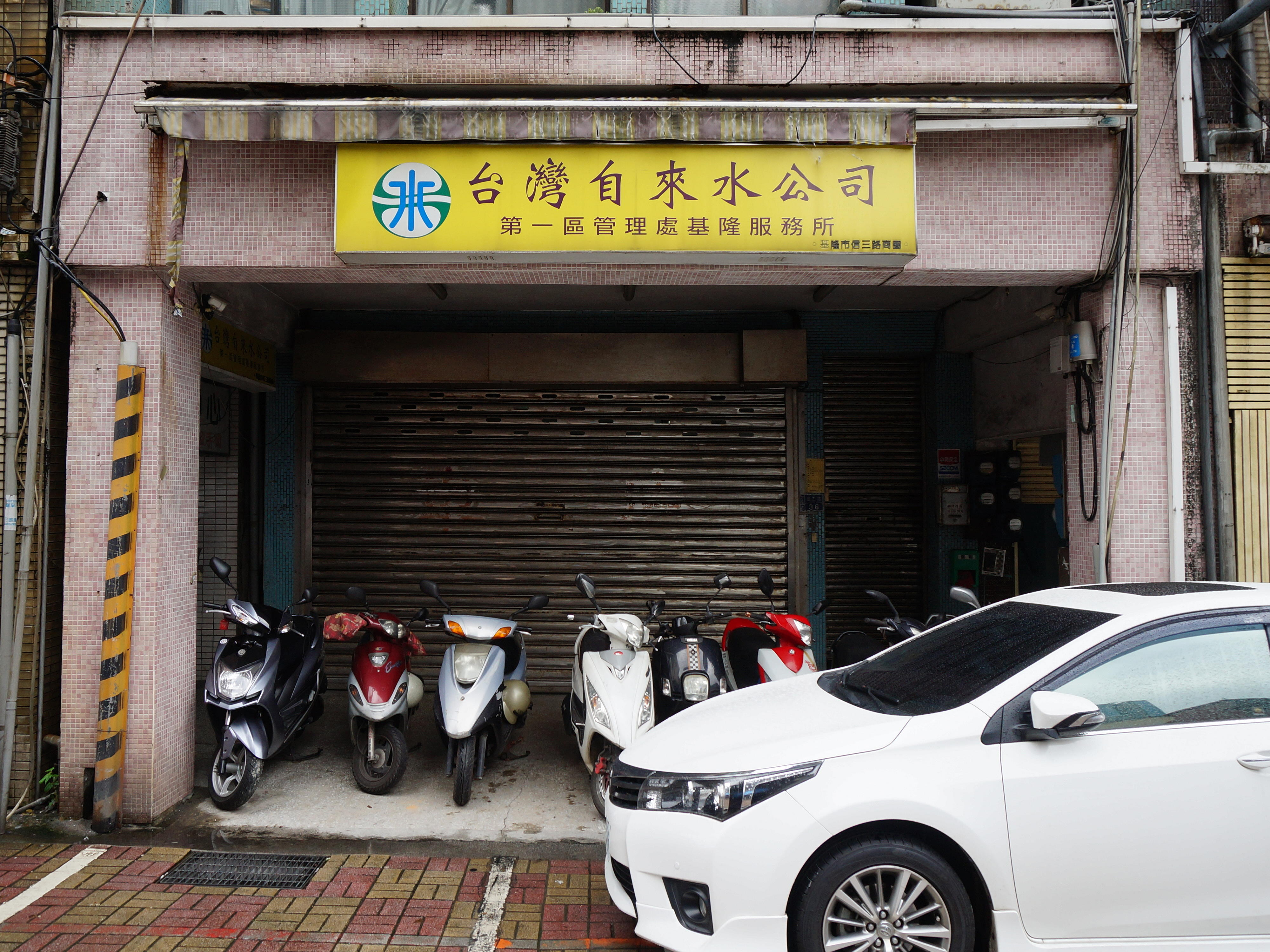
台灣自來水公司第一區管理處基隆服務所
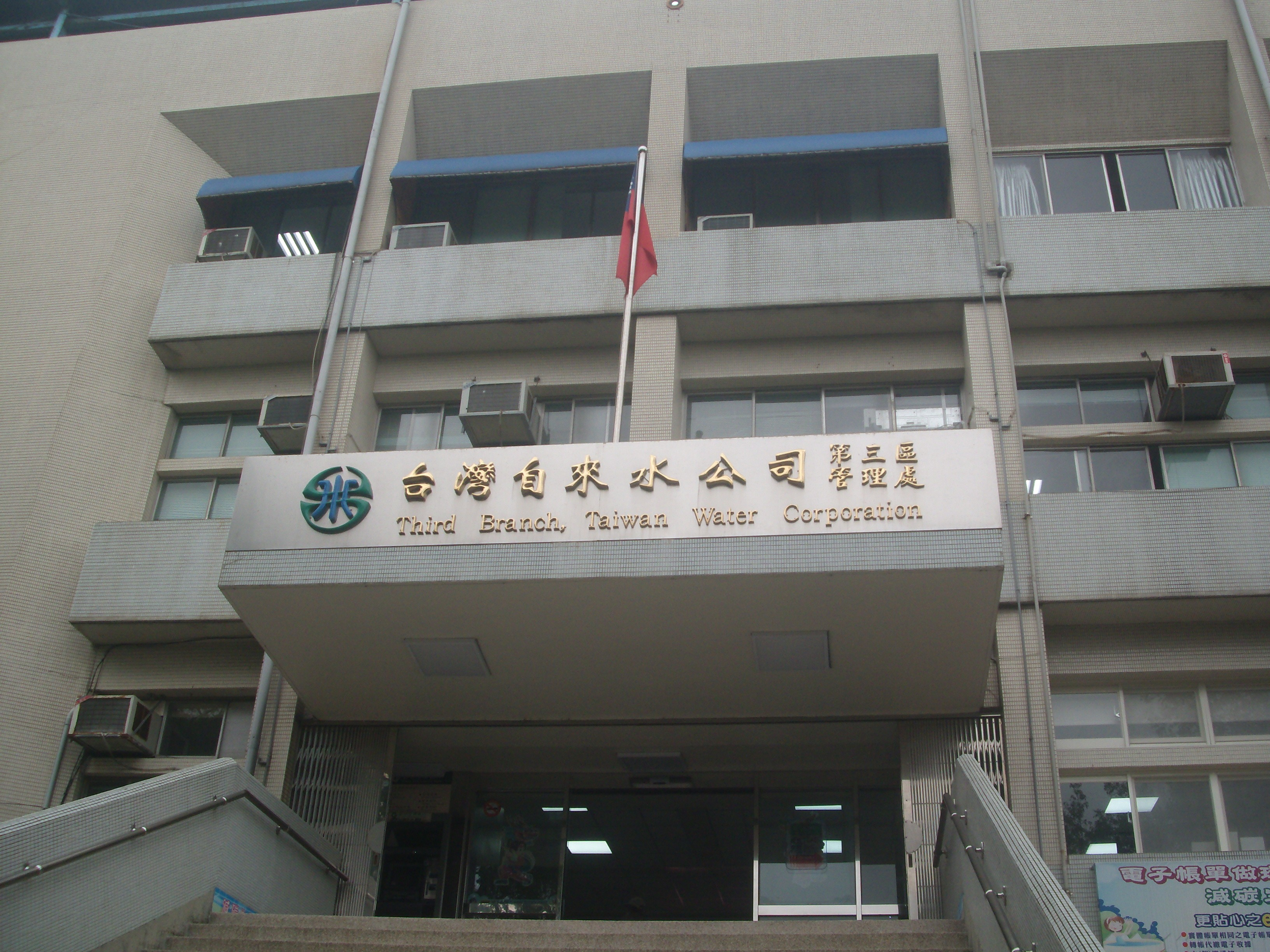
台灣自來水公司第三區管理處
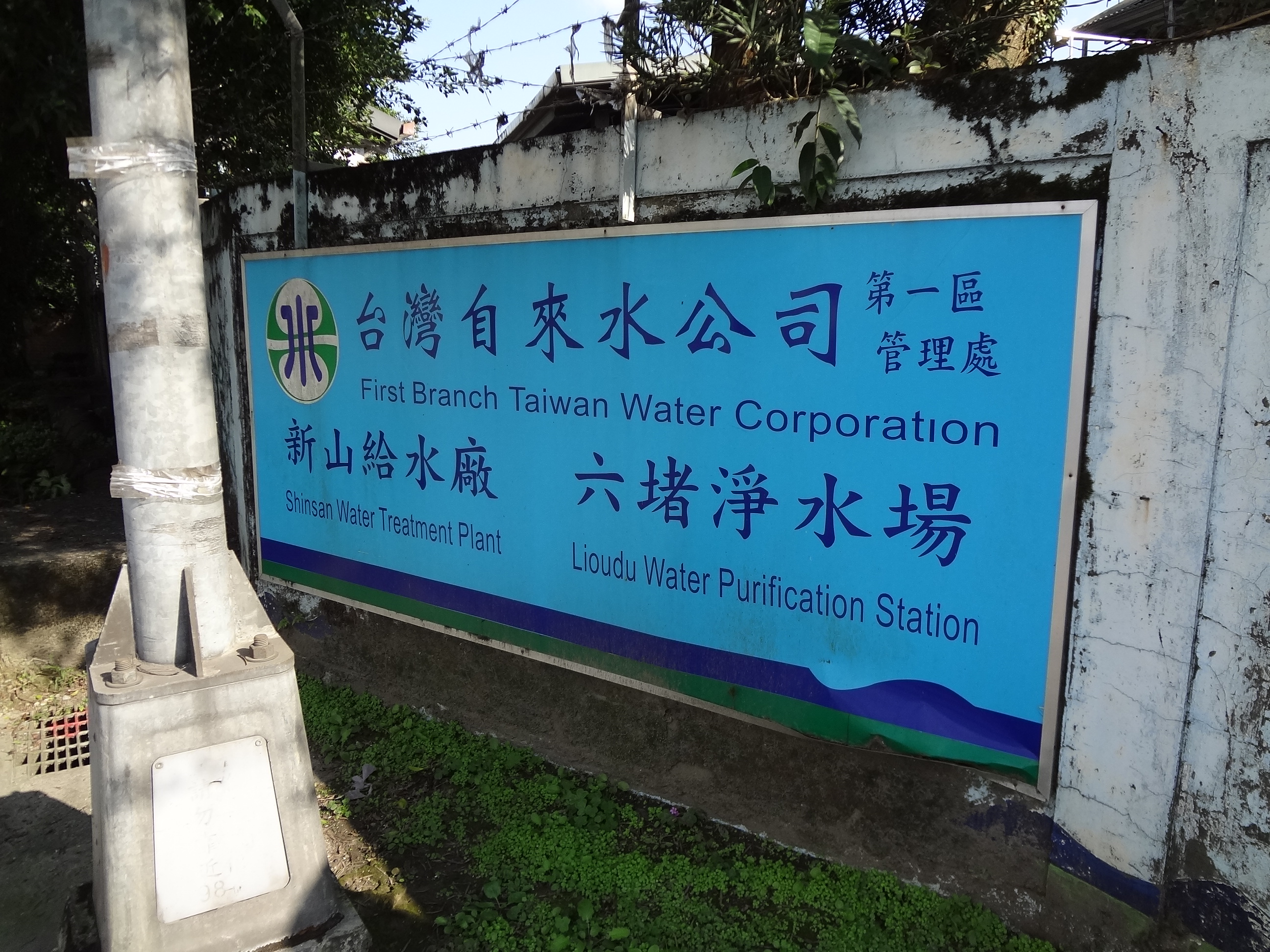
台灣自來水公司六堵淨水場
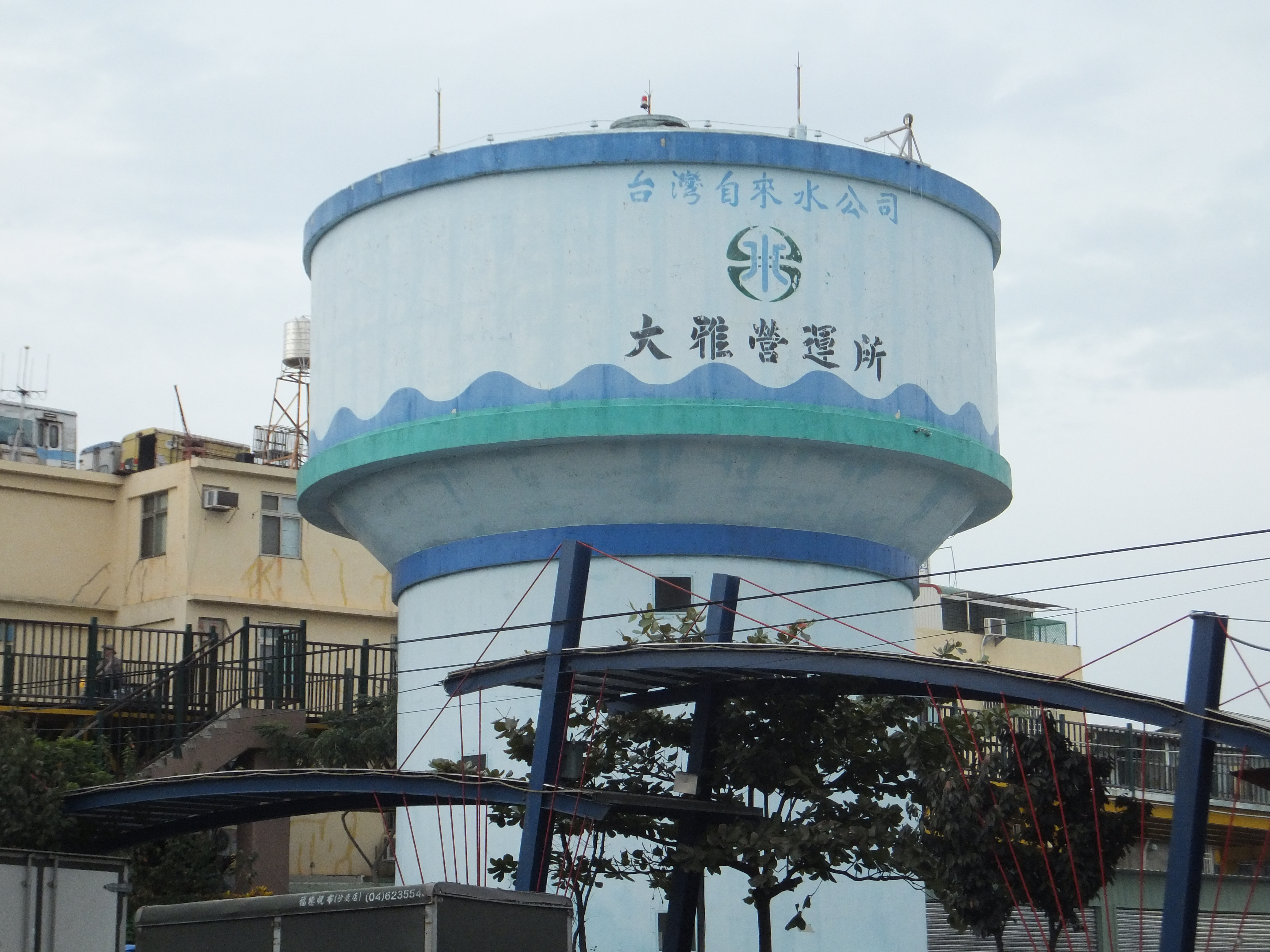
台灣自來水公司大雅營運所的水塔
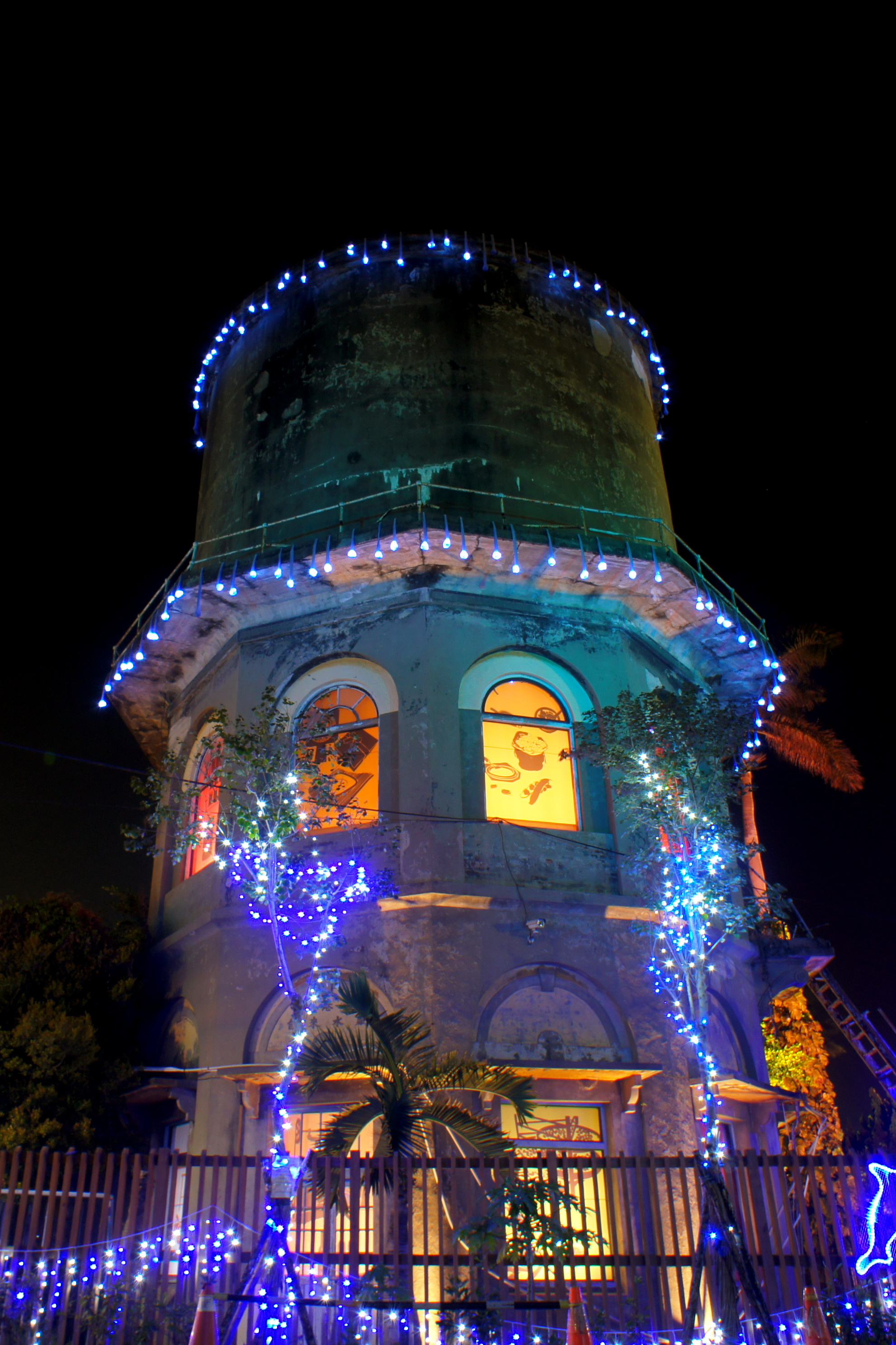
北港鎮自來水廠八角水塔
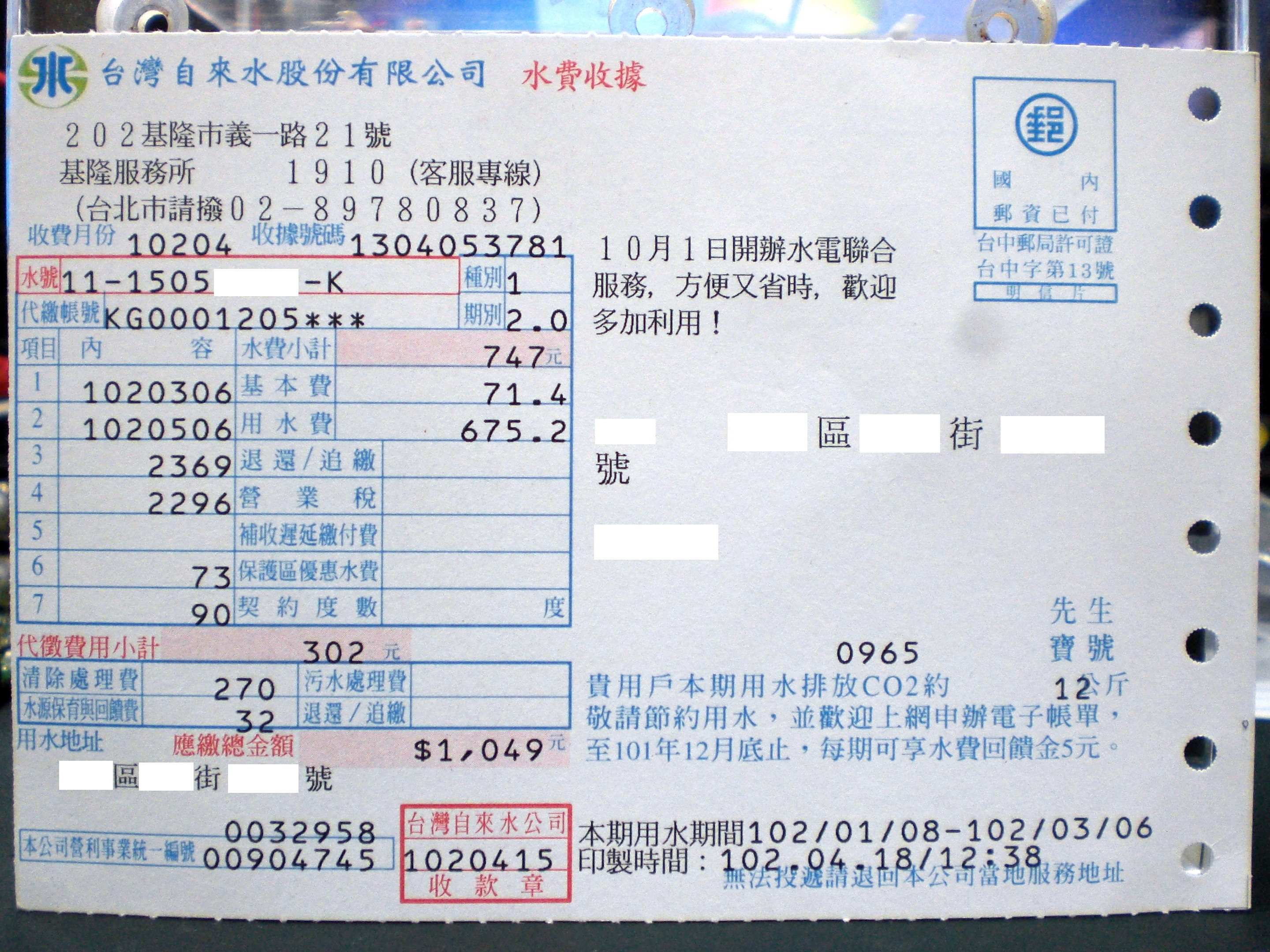
台灣自來水公司代繳水費收據（明信片格式，使用至2014年為止）
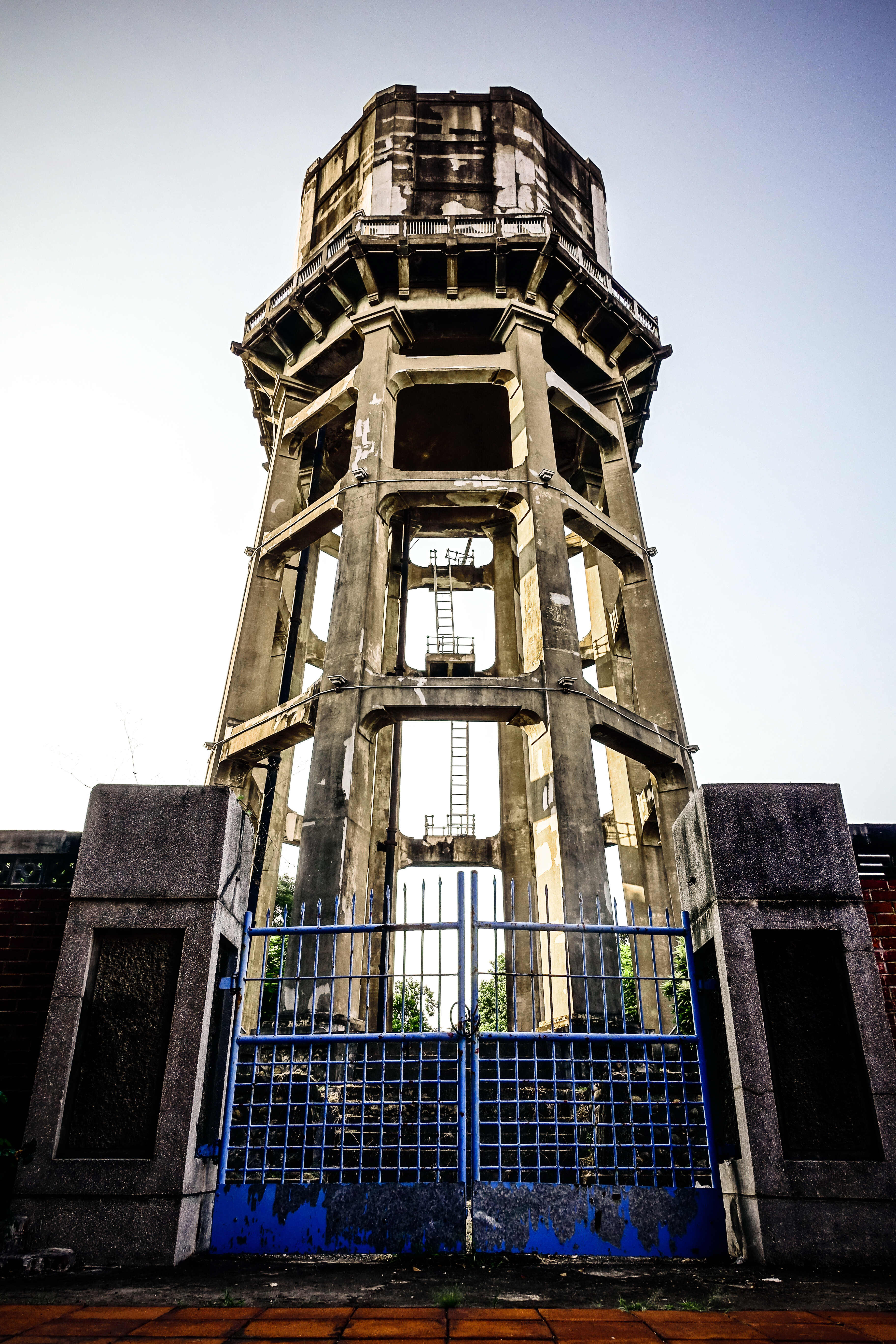
虎尾自來水廠虎尾水塔

## 外部連結
- 官方网站（繁體中文）（英文）
- 台灣自來水公司的Facebook專頁
- YouTube上的台灣自來水公司頻道
- 台灣公司資料 （页面存档备份，存于）